# Leishmania
Leishmania са род вътреклетъчни организми, чийто жизнен цикъл протича в гръбначни животни и двукрили насекоми. Имат два морфологични типа на съществуване –амастигота и промастигота. Когато насекомите смучат кръв от заразен човек или животно в храносмилателната им система попадат кръвни клетки, заразени от лейшмании. В средното черво на насекомото те се делят усилено и се превръщат в дребни камшичести форми. Когато се получат голям брой паразити те се придвижват по храносмилателния канал напред и достигат до устната празнина. Счита се, че пренасянето на паразитите в нов гостоприемник става по-рядко при смучене, а по често при смачкване на заразеното насекомо върху кожата на човека. Навлезли в тялото на човека, лейшманиите проникват в клетките, загубват камшичетата си и започват отново усилено безполово размножаване. Причиняват два основни типа заболявания при човека – кожна и висцеларна лейшманиоза.